# Зрізаний октаедр
Зрі́заний окта́едр — напівправильний многогранник, належить до архімедових тіл, що складається із 8 правильних шестикутників і 6 квадратів. В кожній із 24 вершин сходяться дві шестикутні грані і один квадрат. Кількість двотипних ребер налічує 36 штук, 24 з яких розділяють шестикутник і квадрат і 12 розділяють два шестикутники. Так само як і куб, зрізаний октаедр може заповнити собою безостаточно тривимірний простір. Двоїстий до зрізаного октаедра многогранник — тетракісгексаедр.
Отримати даний многогранник можна внаслідок зрізання всіх шести вершин правильного октаедра на третину від первісної довжини ребра.
Ортогональні проєкції
|  |  |  |  |  |

## Формули
Знаючи довжину ребра зрізаного октаедра — a - отримуємо:

Розгортка зрізаного октаедра

| Математичний опис | Математичний опис                                                          | Математичний опис |
| ----------------- | -------------------------------------------------------------------------- | ----------------- |
| Об'єм             | {\displaystyle V=8{\sqrt {2}}a^{3}\approx 11.3137085a^{3}.}                |                   |
| Площа поверхні    | {\displaystyle S=\left(6+12{\sqrt {3}}\right)a^{2}\approx 26.7846097a^{2}} |                   |

## Графічне зображення
Якщо шестикутну грань зрізаного тетраедра розділити на трикутники із заданою довжиною ребра отримаємо -

## Перестановочний многогранник
Зрізаний октаедр також можна представити у симетричних координатах чотирьох вимірів. Будь-яка перестановка (1,2,3,4) утворює вершини зрізаного октаедра у тривимірному просторі, x + y + z + w = 10. Таким чином, зрізаний октаедр є перестановочним многогранником четвертого порядку, тривимірним опуклим многогранником вкладеним у 4-и вимірний евклідовий простір, який є опуклою оболонкою всіх точок, що отримуються перестановками координат вектора (1,2,3,4).

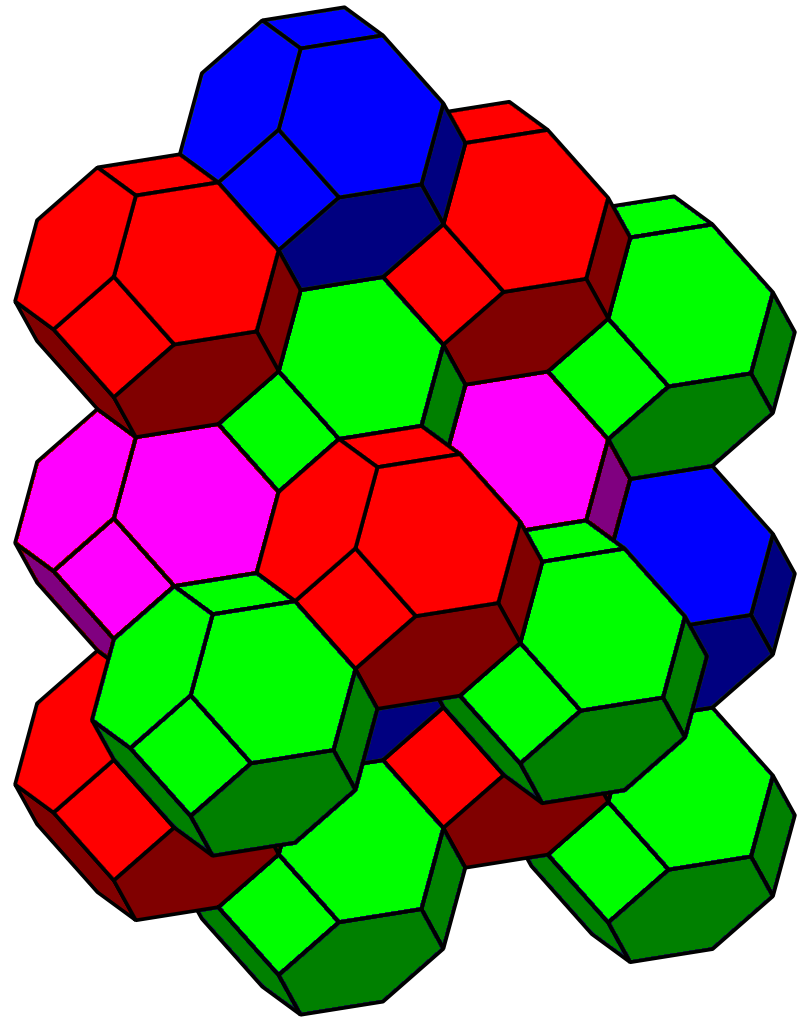
Заповнення простору зрізаним октаедром

## Сферична плитка
Зрізаний октаедр можна подати у вигляді сферичної плитки, і спроєктувати на площину у вигляді стереографічної проєкції. Ця проєкція буде конформною, зберігаючи кути, але не площини чи ребра багатогранника. Прямі лінії на сфері проєктуватимуться як дуги на площині.
|                 | центровано квадратом             | центровано шестикутником         |                                  |
| Сферична плитка | Стереографічна проєкція (лицева) | Стереографічна проєкція (лицева) | Стереографічна проєкція (лицева) |